# 無論何時何地
《無論何時何地》（英語：Any Time, Any Place）是美國黑人女歌手珍娜·傑克森在1994年5月發行的單曲，這首單曲獲得告示牌單曲榜第2名以及節奏藍調單曲榜10週冠軍，單曲在全美銷售量逾50萬張。

## 資料

### 單曲簡介
〈無論何時何地〉是珍娜·傑克森第五張錄音室專輯《珍娜》（英語：janet.）所發行的第五首單曲，這首歌的詞曲由珍娜·傑克森和吉米·吉姆與特里·李維斯一起合作完成，珍娜·傑克森也身兼這首歌曲的製作人之一。〈無論何時何地〉是整張專輯中唯一一首時長超過七分鐘的歌曲，整首歌曲中並未使用過多的樂器伴奏，主要是突顯珍娜·傑克森那淺唱低吟的唱功。在珍娜·傑克森跳槽至維京唱片的首張專輯中，處處可見到她欲拋棄舊有形象，轉型為性感成熟嫵媚女人的企圖心。

### 商業成績
〈無論何時何地〉是專輯《珍娜》所發行的第五首單曲，前面四首單曲依序為〈愛就是這樣〉（8週冠軍）、〈如果〉（第4名）、〈再一次〉（2週冠軍）以及〈因為愛〉（第10名）。〈無論何時何地〉在1994年5月28日進入告示牌單曲榜，首週成績為第30名，6月25日名次升至第2名，但礙於合而為一合唱團（All-4-One）11週冠軍大作〈I Swear〉擋在前面，〈無論何時何地〉只能飲恨屈居亞軍，這首單曲在榜內共停留20週，全美銷售數字突破50萬張成為金唱片，在1994年告示牌年終百大單曲榜中位居第30名。雖然〈無論何時何地〉未能在流行單曲榜奪冠，但它在節奏藍調單曲榜獲得10週冠軍，締造珍娜·傑克森在該榜最好的成績。
〈無論何時何地〉在英國單曲榜最高成績為第13名。

### 獎項評價紀錄
〈無論何時何地〉為珍娜·傑克森第四首全美亞軍單曲，這首單曲也是珍娜·傑克森在節奏藍調單曲榜成績最好的一首，以12→3→1的速度直奔榜首位置，同時蟬連了10週冠軍，是珍娜·傑克森共15首節奏藍調冠軍單曲中冠軍週數最長的。